# General Grievous
General Grievous (född Qymaen jai Sheelal) är en fiktiv rollfigur i Star Wars-universumet som var general och överbefälhavare för separatisternas droidarméer under andra halvan av klonkrigen. Han är en cyborg som är mer maskin än organisk, tränad av greve Dooku för att jaga och besegra jediriddare i närkamp.

## Beskrivning
Grievous föddes som Qymaen jai Sheelal på planeten Kalee, tillhörande en ras humanoider kallade Kaleesher. Han växte upp som krigare i fattigdom och byggde upp ett hat mot Galaktiska republiken och Jediorden. Greve Dooku intresserade sig för Grievous stridsförmåga och gjorde upp en plan för att värva honom som lärling och jedijägare. Dooku saboterade Grievous rymdskyttel så den havererade och lade skulden för haveriet på Jediorden. Planen lyckades - Grievous, omedveten om Dookus inblandning - blev dödligt skadad och svor trohet till Dooku samt separatistalliansen. För att rädda sitt liv lät Grievous sig bli ombyggd till en cyborg.
Som cyborg har Grievous bara kvar sitt organiska hjärta, hjärna, ögon, lungor och inälvor. Hans artificiella exoskelett utmärker sig genom att vara nästintill helt vitt till ytan och medger även transformation, såsom möjligheten att dela sina armar till fyra från två. Han saknar kraftkänslighet (möjlighet att bruka Kraften) men har tränats av Dooku för att besegra kraftanvändare som jediriddare. 
Grievous strider med ljussablar han erövrat från de Jedi han besegrat, och använder upp till fyra samtidigt. Han är känd för sin höga rörlighet, kvicka stridsteknik och robotiska vighet.  
Han tillsattes som general och överbefälhavare för separatisternas droidarméer under klonkrigen och hade genom Dooku direktkontakt med Darth Sidious.
Grievous har ofta en flyktplan och vid flera tillfällen lyckas han lämna strider där han är utmanövrerad. Han dör till slut i en strid mot Obi-Wan Kenobi där alla hans organiska delar brinner upp.

## Filmografi
Grievous dök först upp i den tecknade TV-serien Star Wars: Klonkrigen, regisserad av Genndy Tartakovsky, som ursprungligen visades på Cartoon Network åren 2003 till 2005 mellan filmsläppen för Star Wars: Episod II – Klonerna anfaller och Episod III – Mörkrets hämnd. Han kom snart därefter att framträda i den senare filmen, Episod III – Mörkrets hämnd, med premiär på vita duken 2005.
Tre år senare kom Grievous kom att dyka upp som skurk i den datoranimerade TV-serien Star Wars: The Clone Wars mellan 2008 och 2013. Serien tar kronologiskt plats mellan Star Wars: Episod II och Episod III likt dess tecknade föregångare, Star Wars: Klonkrigen.

## Röster
| Produktion                             | År        | Engelska             | Svenska        |
| -------------------------------------- | --------- | -------------------- | -------------- |
| Star Wars: Klonkrigen – kapitel 20     | 2004      | John DiMaggio        | –              |
| Star Wars: Klonkrigen – kapitel 21–25  | 2005      | Richard McGonagle    | –              |
| Star Wars: Episod III – Mörkrets hämnd | 2005      | Matthew Russell Wood | –              |
| Star Wars: The Clone Wars (TV-serie)   | 2008–2013 | Matthew Russell Wood | Peter Sjöquist |